# Jagdpanther
Jagdpanther (Lovecký panther), Panzerjäger Panther (Stíhač tanků Panther) nebo Sd.Kfz. 173 byl německý těžký stíhač tanků vyráběný během druhé světové války. Celkem bylo vyrobeno 415 kusů Jagdpantherů. Přestože se jednalo o velice kvalitní typ, který měl účinnou výzbroj, dobrou pohyblivost i pancéřovou ochranu, v počtu pouhých několika set kusů nemohl situaci na frontě nijak ovlivnit.

## Vznik a vývoj
Vývoj těžkého stíhače tanků, využívajícího podvozku tanku Panther a vyzbrojeného kanónem Pak 43 L/71 ráže 88 mm byl firmě Krupp zadán v srpnu roku 1942. Projekt nesl označení Sd. Kfz. 173 a bojové jméno Jagdpanther. Na konci měsíce byl hotov model ve velikosti 1:10 a v listopadu maketa ve velikosti 1:1. Prototyp stíhače byl dokončen v listopadu 1943 a dne 20. prosince 1943 byl předveden Hitlerovi. Počátkem roku 1944 byla zahájena sériová výroba typu, která dala 425 kusů.

### Konstrukce
Jagdpanther, jak už bylo zmíněno, vznikl na podvozku tanku Panther. Na trupu byla postavena kompletně uzavřená nástavba s výrazně skosenými stěnami. Vstupovalo se do něj dvěma kruhovými poklopy na střeše nebo jednodílnými dvířky v její zadní části. Napravo od něj byl poklop pro nakládání munice. Posádka byla pětičlenná: velitel, střelec, řidič, nabíječ a radista. Hlavní zbraní byl vynikající 88 mm protitankový kanón PaK 43/3 (anebo 43/4) L/71, který byl použit i u tanku Tiger II. Náměr kanónu byl možný v rozmezí −8° až +14°. Odměr 11° nalevo i napravo. Protipěchotní zbraní byl kulomet MG 34 ráže 7,92 mm (ovládaný radistou) umístěný vedle kanónu; v tanku byly i dva samopaly MP 40. Pro kanón měla posádka k dispozici 57 kusů granátů a pro kulomet 600 kusů nábojů. Pancéřování trupu se pohybovalo v rozmezí 40 až 60 mm, nástavby 25 (vrch) až 80 mm (předek). Kanón chránil štít Saukopfblende („prasečí hlava“) silný 100 mm.
Podobně jako jiné německé stroje i mnoho stíhačů Jagdpanther bylo při výrobě natřeno antimagnetickou pastou Zimmerit, která chránila vozidlo před magnetickými minami.

### Výkony

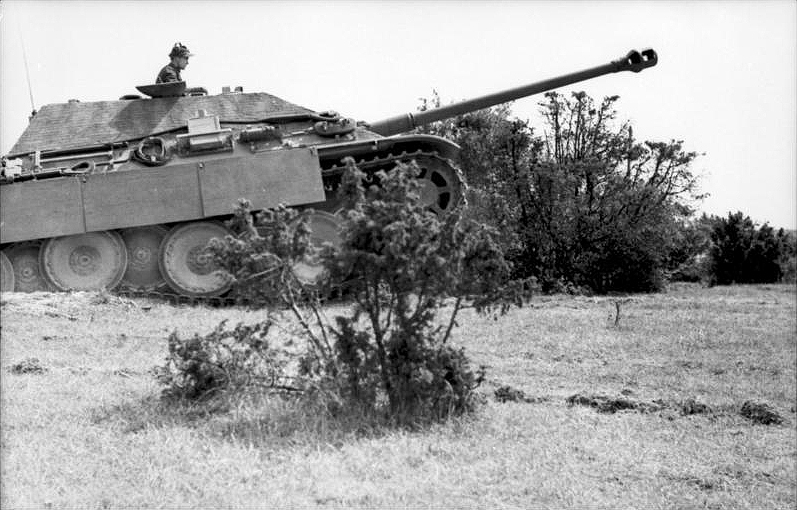
Jagdpanther ve Francii, 1944

Stroj vážící víc než 45 tun poháněl motor Maybach HL 230 o výkonu 700 koňských sil. Ten při jízdě na cestě spotřeboval 280 litrů benzínu na 100 km, ale v náročném terénu se spotřeba vyšplhala až na 700 litrů paliva. Na přelomu let 1944 a 1945, kdy německý válečný průmysl trpěl akutním nedostatkem pohonných hmot, to byl asi největší nedostatek tohoto vozidla, jehož nádrže pojaly celkově 730 litrů benzínu. Na cestě se maximální rychlost pohybovala v rozmezí 45 až 55 km/h a vzhledem k relativně vysoké hmotnosti byl Jagdpanther dobře pohyblivý i v terénu, kde dokázal vyvinout rychlost 25 až 30 km/h.
Výborná pohyblivost, vynikající 88mm kanón a dobrá pasivní ochrana posádky z Jagdpantheru činily obávaného soupeře ať už spojeneckých nebo sovětských tankistů. V období let 1944 až 1945, kdy Německo čelilo tisícům ruských, amerických nebo britských tanků už ale i přes vydařenou konstrukci nemohlo několik stovek těchto strojů v žádném případě zvrátit situaci na frontách, na kterých byl nasazen. I přes to všechno se pravděpodobně jednalo o nejlepší vozidlo ve své kategorii v celé druhé světové válce.

## Bojové nasazení

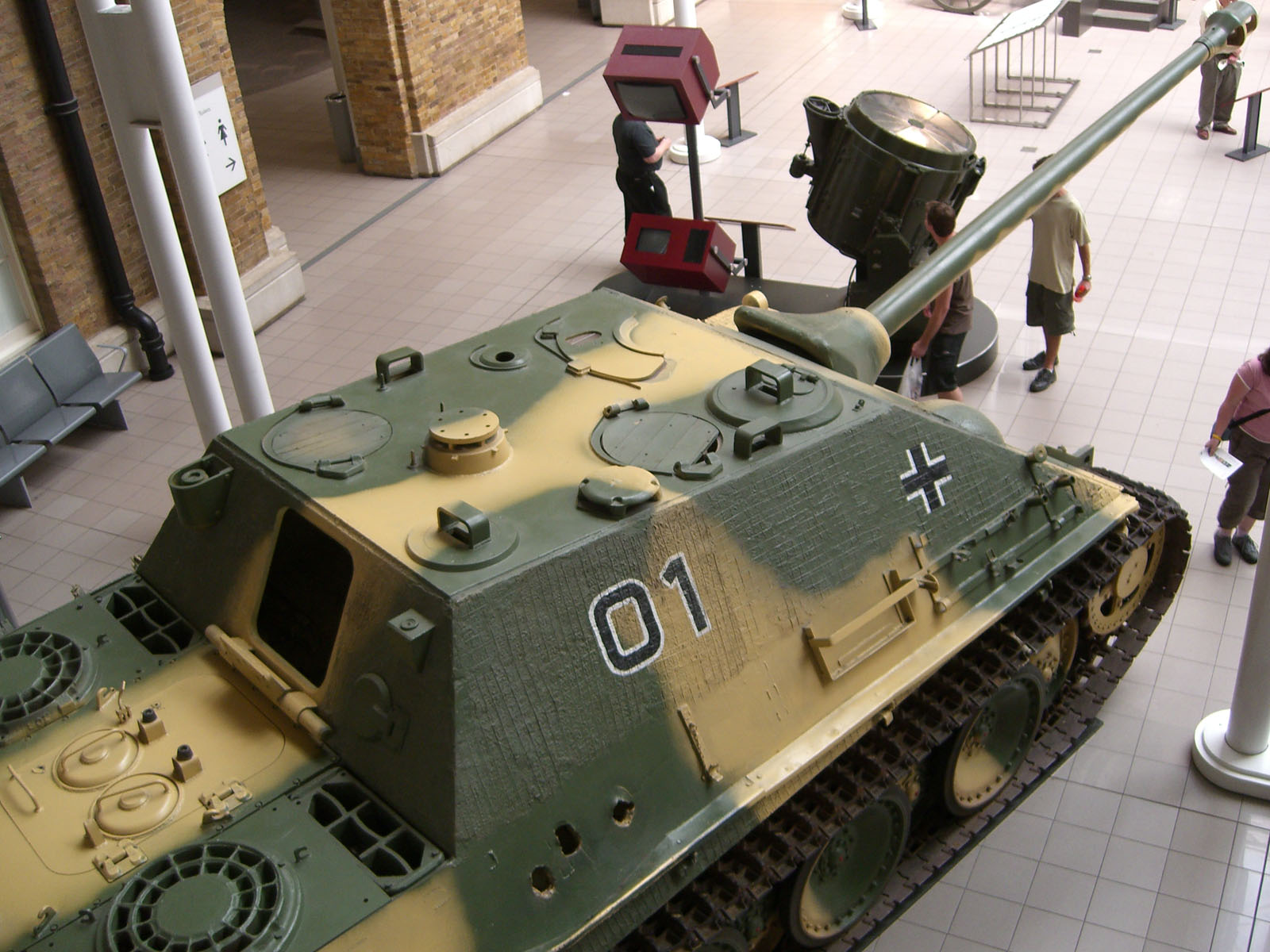
Pohled z boku, viz tři zásahy

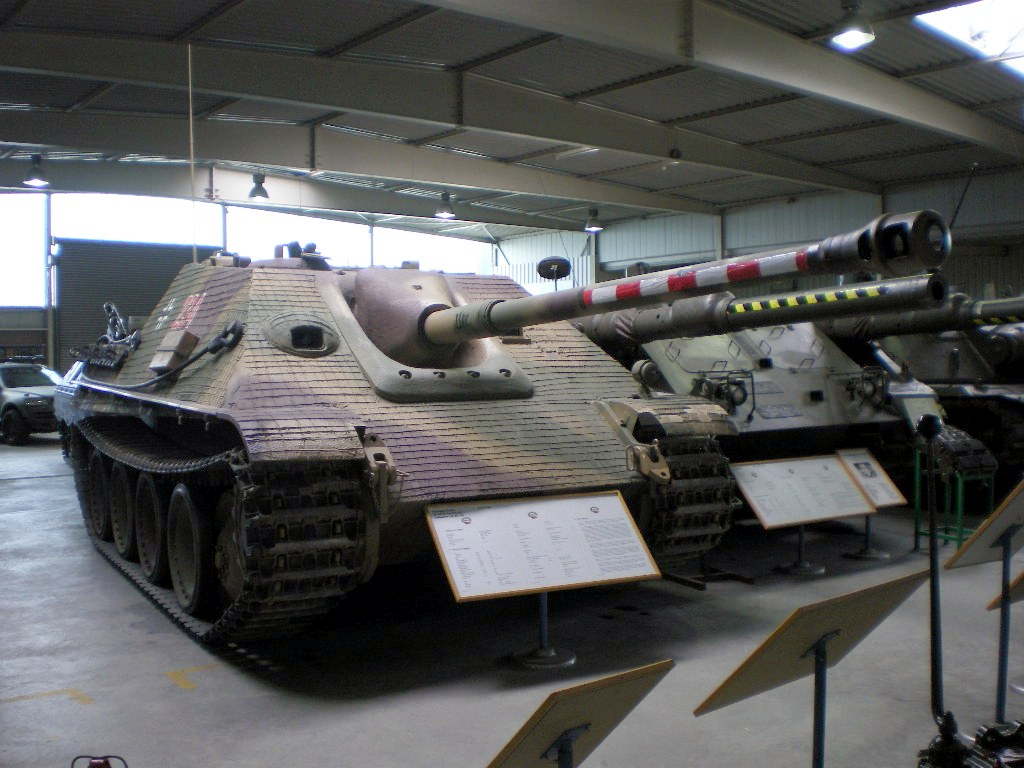
Jagdpanther v Muzeum německé obranné techniky Bundeswehru

Jagdpanther byl zařazován do oddílů těžkých stíhačů tanků. Většinu strojů obdržely jednotky Wehrmachtu, ale menší počet sloužil i u Waffen-SS. Prvními jednotkami vyzbrojenými Jagdpanthery byly schwere Panzerjäger Abteilung 559 a 654. Druhá zmíněná jich několik nasadila proti západním spojencům v bojích v Normandii, ale většina z vyrobených strojů bojovala na východní frontě. Na západě se zúčastnily hlavně bojů během ofenzivy v Ardenách na konci roku 1944, kde jich bylo pro tento účel shromážděno 51.
Od začátku roku 1945 byly postupně zařazovány i do stavů sedmi tankových divizí, v kterých měly vytvořit aspoň jednu rotu.

## Zachované exempláře
Nejméně tři stroje Jagdpanther jsou v pojízdném stavu. Po jednom mají Deutsches Panzermuseum v Munsteru a Wehrtechnische Studiensammlung ve městě Koblenz v Německu. Skupina SDKFZ Foundation z Velké Británie zkompletovala jeden stroj z dvou vyřazených.
Dalších sedm je vystaveno v zde:
- Bovington Tank Museum, Spojené království
- Imperial War Museum, Londýn
- Tankové muzeum v Kubince u Moskvy
- Musée des Blindés v městě Saumur, Francie
- Sinsheim Auto & Technik Museum, Sinsheim, Německo
- Panzermuseum Thun, Thun, Švýcarsko
- United States Army Ordnance Museum ve městě Aberdeen, stát Maryland, USA

## Galerie

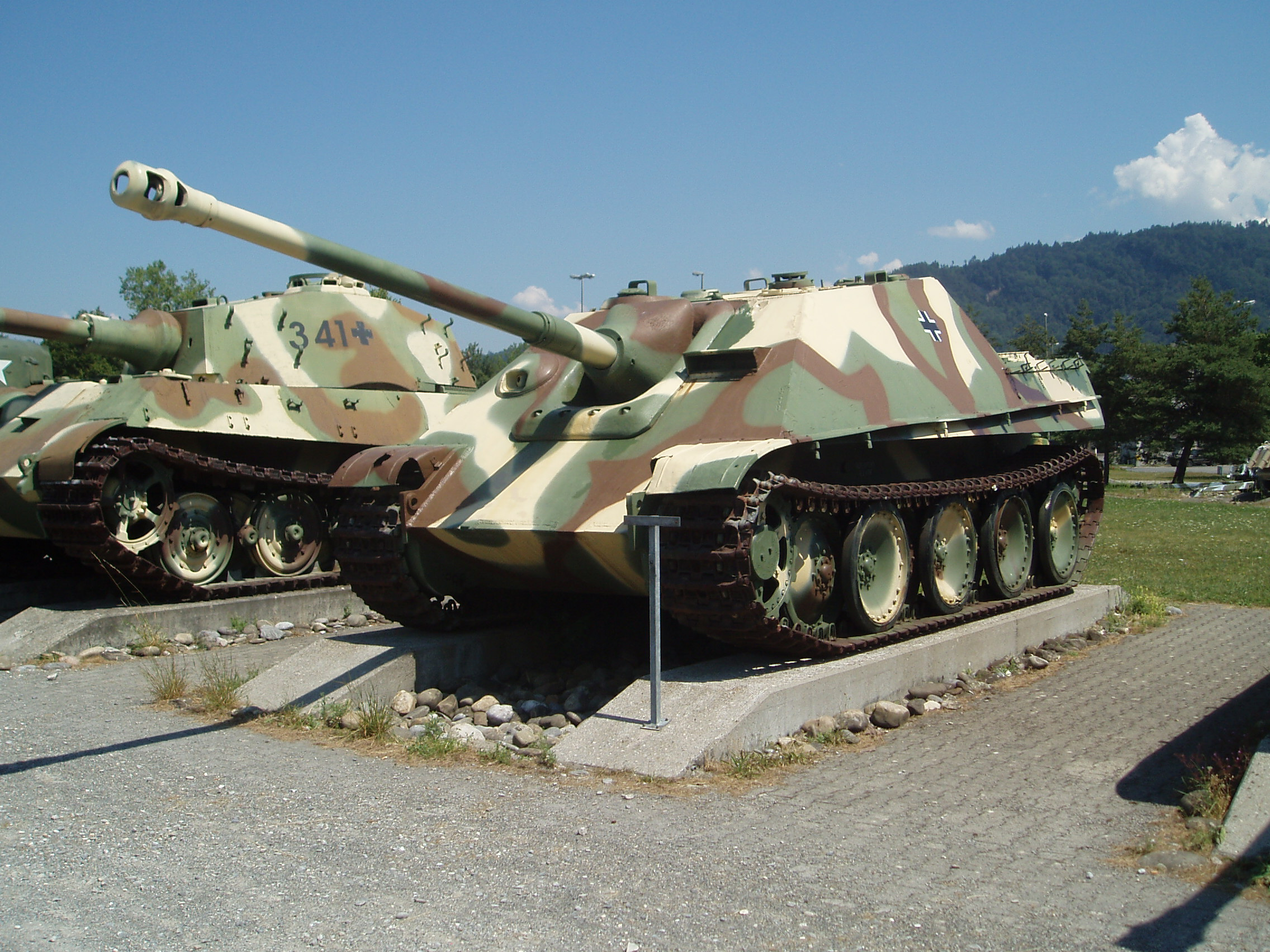
Jagdpanther vystavený v Thunu ve Švýcarsku
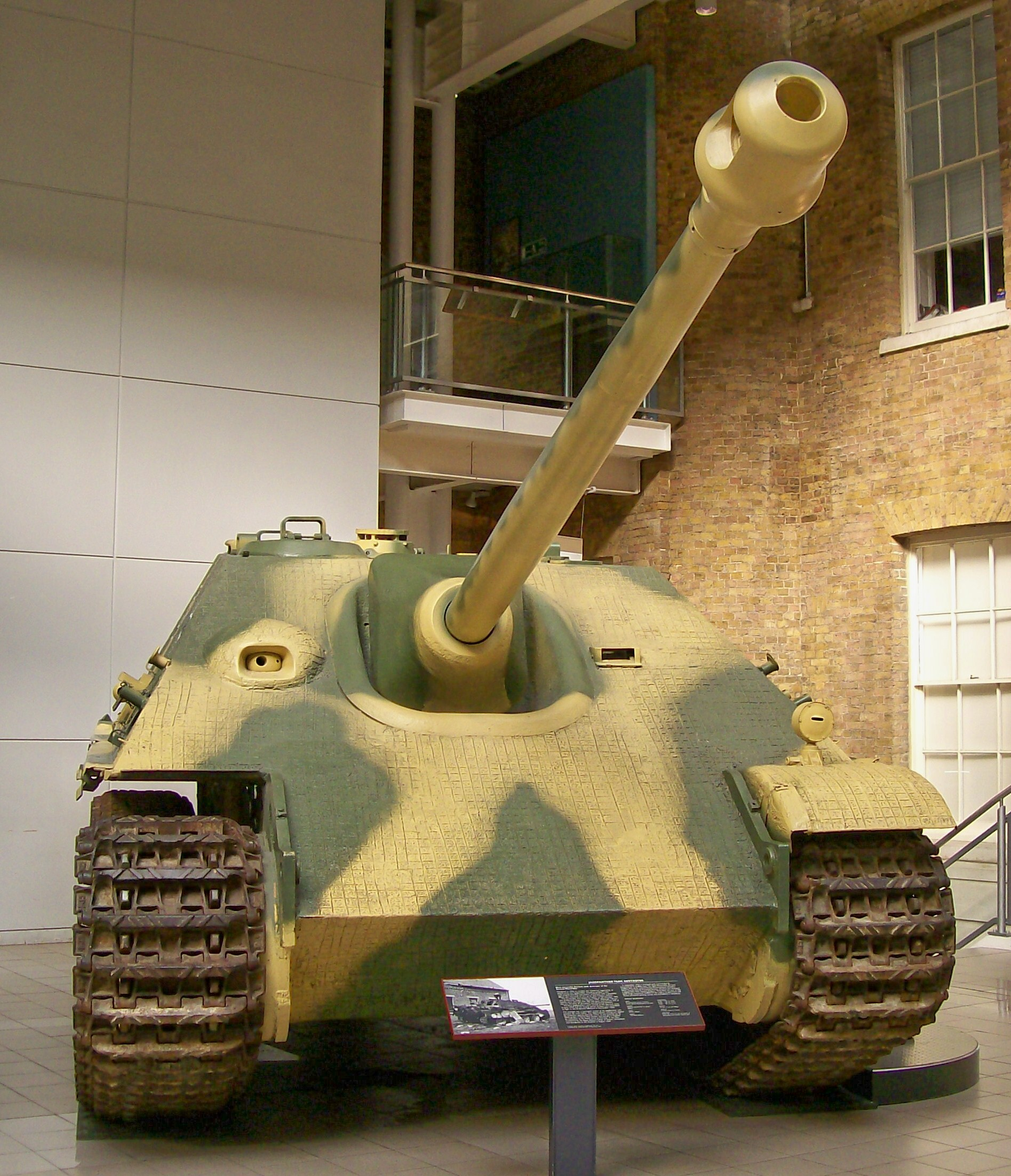
Exemplář vystavený v Imperial War Museum, Londýn
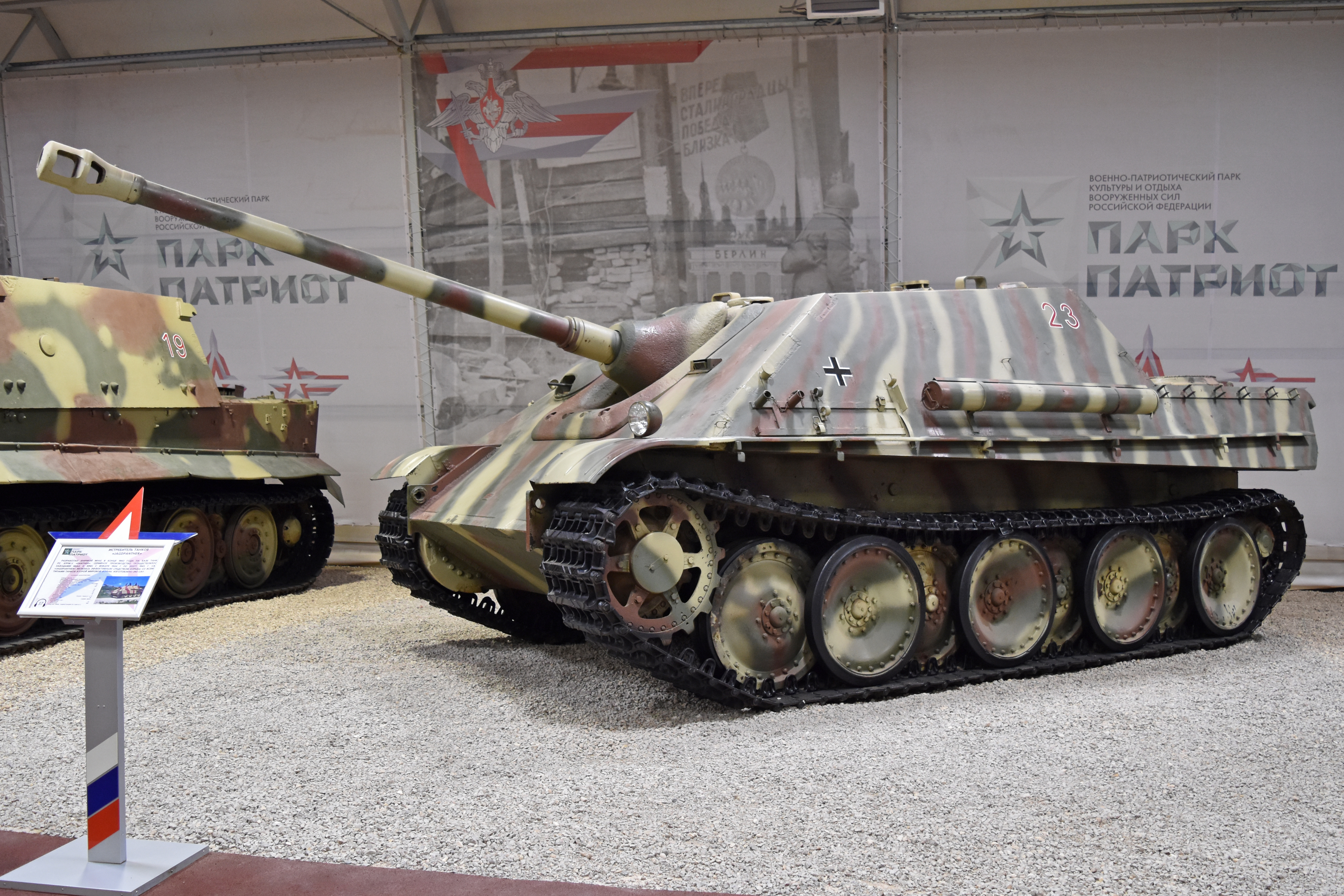
Jagdpanther v Tankové muzeum v Kubince
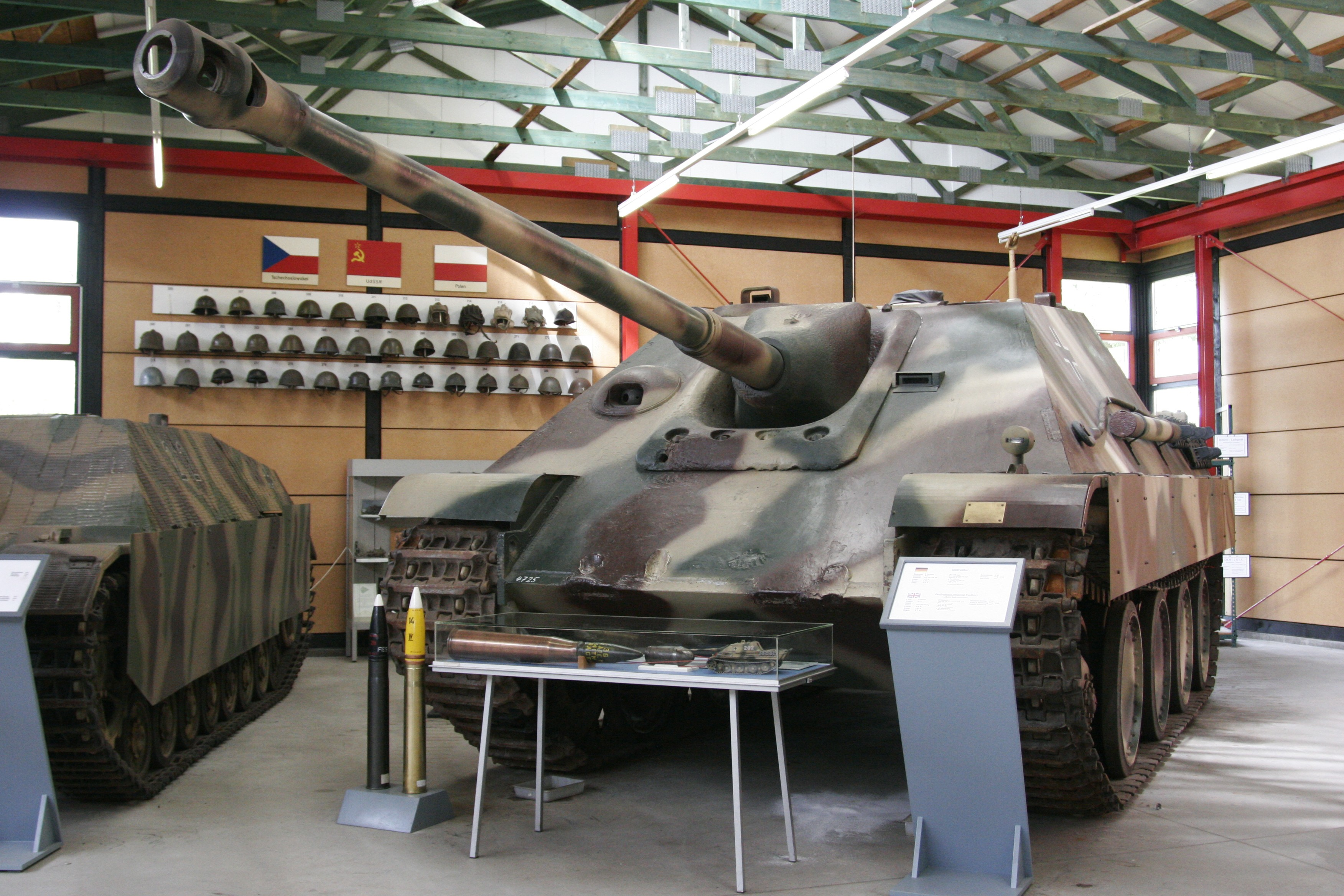
Jagdpanther v Munsteru v Německu